# ホセ・アンドレス・マルティネス
ホセ・アンドレス・マルティネス・トーレス（José Andrés Martínez Torres, 1994年8月7日 - ）は、ベネズエラ・スリア州マラカイボ出身のプロサッカー選手。カンピオナート・ブラジレイロ・セリエAのSCコリンチャンス・パウリスタに所属している。ポジションはMF。

## 来歴
2016年にJBLスリアでプロデビュー。同年シーズン開幕戦の2月1日のウレーニャSC戦でプロ初出場、4月7日のカラカスFC戦、プロ初ゴールを記録。同チームで2年プレーし、2018年より2年間はスリアFCでプレーした。
2019時12月23日、メジャーリーグサッカーのフィラデルフィア・ユニオンと契約したことが発表された。 

## ベネズエラ代表
2020年10月にベネズエラ代表に初招集。2021年6月4日の2022 FIFAワールドカップ・南米予選のボリビア戦で代表初出場を果たした。